# مملكة الشايقية
مملكة الشايقية، هي مملكة صغيرة قامت في شمال السودان الحالي، أسسها الشايقية في القرن السابع عشر، بعد ثورتهم على سلطنة سنار، وقامت بشن العديد من الغارات على الممالك الصغيرة المختلفة، حتى أصبحت أقوى مملكة شمال سنار، واشتهر الشايقية بالفروسية كما اشتهر بها المماليك في مصر، بشهادة الرحالة بوركهارت الذي زار السودان في فترة وجود مملكة الشايقية. واستمرت المملكة حتى سقوطها في القرن التاسع عشر على يد محمد علي باشا والي مصر العثماني، بقيادة إسماعيل باشا، وقد وصفها الرحالة بوركهارت بأنها دويلة.

## استقلال الشايقية
كان إقليم الشايقية في البداية تابعا لسلطنة سنار. وفي أواخر القرن السابع عشر (حوالي عام 1690م)، أعلن الشايقية ثورتهم بقيادة عثمان ود حمد على سلطنة سنار حتى نالوا استقلالهم عن الفونج والعبدلاب.

## ممالك الشايقية
عندما استقلت قبيلة الشايقية استقلالا تاما عن سلطنة الفونج، قامت مملكة الشايقية والتي تكونت من أربع ممالك صغيرة، كل مملكة يحكمها ملك، وتعد مروي عاصمة الشايقية وأهم مركز لهم. والممالك الأربع هي:
- مملكة العدلاناب / وعاصمتها مروي، وقد قال بوركهارت في وصفها : «تعد مروي عاصمة الشايقية أو أهم مقر لهم، ولها حصن من الآجر.»[1] وكانت أقوى ممالك الشايقية.[3] ومن أشهر ملوكها الملك جاويش الكبير، وحفيده الملك جاويش الصغير، آخر ملوك الشايقية.
- مملكة العمراب / وعاصمتها أمري، ومن أشهر ملوكها عثمان ود حمد الذي قاد استقلال الشايقية عن سلطنة الفونج.
- مملكة الحنّكاب / وعاصمتها حزيمة، ومن أشهر ملوكها الملك صبير.
- مملكة كجبي / وعاصمتها كجبي.

## نهضة الشايقية

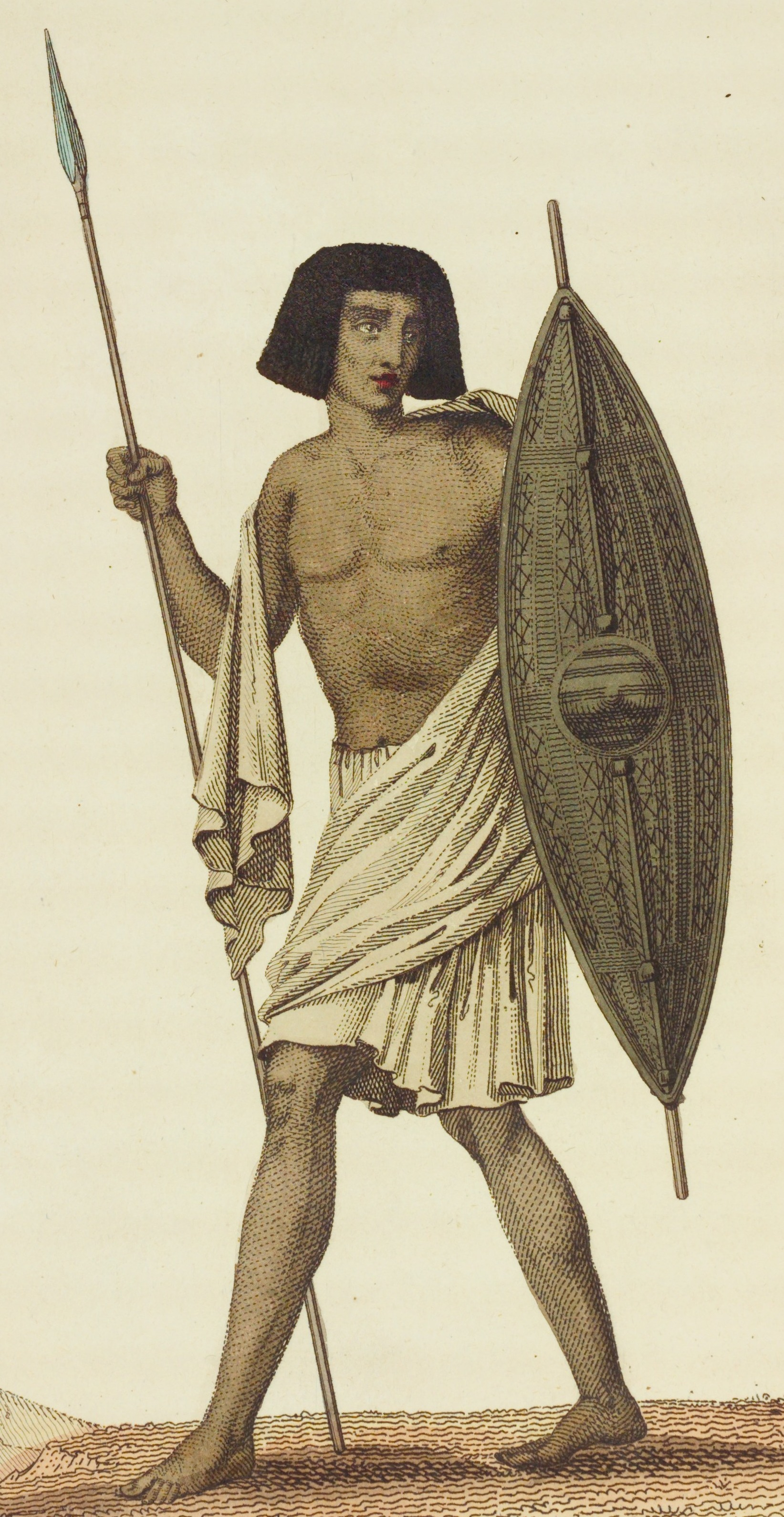
رجل من الشايقية في بدايات القرن التاسع عشر

عندما تخلص الشايقية من الولاء والتبعية لسلطنة سنار شعروا بأنهم قوة تفوق قوة جيرانهم، ولم يقتنعوا بالاستقلال فقط، بل إنهم بسطوا نفوذهم تدريجياً على بقية دنقلا إلى إقليم المحس. وفي القرن الثامن عشر تجمعوا بخيلهم و رجالهم و هاجموا ممالك النوبة فتغلبوا عليهم جميعاً و خربوا دنقلة العجوز، و قتلوا الكثير من أهلها، ودمروا أحياء بأسرها، وصالحهم ملوك الدناقلة على جزية سنوية تساوي نصف دخل بلادهم، وقد أدت غارات الشايقة المستمرة إلى هجرة الكثير من سكان القبائل المجاورة إلى كردفان ودارفور وبربر وغيرها. وكان زعماء الشايقية يتنقلون بين دنقلا والخندق وأرقو، ليجمعوا نصيبهم من الخراج.
وقد قام ملك الشايقية الملك جاويش الكبير بغزو مملكة الدفار وتدميرها، واستمرت غارات الملك جاويش الكبير على الميرفاب في بربر والرباطاب في أبي حمد والمناصير والحسانية في جبل الجلف والبديرية في الشمال. وقد حاول ملك أرقو مقاومة الشايقية فسير جيشا كبيرا، وقابل الشايقية في معركة عند جبل الضيقة إلا أنه قد هُزم ومات الكثيرون من جيشه.

يصف الرحالة بوركهارت مملكة الشايقية في القرن التاسع عشر، فيقول:
| مملكة الشايقية                                                       | «يخرج شبانها في حملات للنهب والسلب تبلغ دارفور غربا ووادي حلفا شمالا، وكلهم يحاربون على خيولهم لابسين دروعا يشترونها من تجار سواكن وسنار. وهم لا يستعملون الأسلحة النارية، فسلاحهم الوحيد الرمح والدرقة والسيف. ويقذف المقاتل منهم رمحه بمسافة بعيدة بمهارة فائقة، ويحمل دائما في يسراه أربعة رماح أو خمسة وهو يكر على العدو، وكلهم يمتطون خيولا دنقلية، و يشتهرون بالفروسية كما كان يشتهر بها مماليك مصر، ويدربون جيادهم على القفز العنيف بقوائمها الخلفية وهي تعدو، وتذكرني سروجهم بما رأيت من رسوم لسروج الأحباش، وهم كفرسان الأحباش لا يضعون في ركاب السرج غير إبهام القدم، وعرب الشايقية هم الذين يزودون المحس بما يحتاجونه من سروج. والشايقية مستقلون استقلالا تاما، ولهم ثروة طائلة من الذرة والماشية، وهم كبدو جزيرة العرب لا يدفعون ضريبة لشيوخهم الذين لا تبلغ سلتطهم مبلغ سلطة شيوخ دنقلة. وهم مشهورون بكرم الضيافة، وشخص الضيف أو الرفيق مقدس عندهم. وإذا قطعوا الطريق على مسافر وسلبوه ماله ثم اتضح أن بينهم صديق له، ردوا إليه ماله حتى ولو كان ملكهم هو الذي غنمه. ولا يتكلمون سوى العربية، وكثيرون منهم يكتبونها ويقرأونها. وعلماؤهم موضع التبجيل و التعظيم، ولهم مدارس تدرس فيها كل العلوم الإسلامية. باستثناء الرياضة والفلك، ولقد رأيت كتبا منسوخة في مروي بخط لا يقل جمالا وروعة عما يكتبه خطاطو القاهرة وكبير العلماء يوزع الصبيان الوافدين من البلاد المجاورة التماسا للعلم على معارفه فيقيمون و يأكلون في بيوتهم ما شاؤوا.» | مملكة الشايقية |
| — رحلات بوركهارت في بلاد النوبة والسودان- جون لويس بوركهارت، ص60–61. | |                |

## الحرب مع المماليك
ظل الشايقية أصحاب السيادة المطلقة شمالاً حتى دنقلا وما حولها حتى قدم المماليك من مصر فأحدثوا تفككاً في قوة الشايقية، حيث فر بقية المماليك إلى بلاد النوبة، بعد مذبحة القلعة، فنزلوا بأرقو، وكان فيها في ذلك الوقت نائب الشايقية الذي استقبلهم ويدعى "محمود العدلانابي"، فأعلنوا أن في نيتهم عدم الإقامة بالمنطقة والذهاب إلى سنار، فأحسن استقبالهم وأجزل لهم الهدايا من الخيل والإبل والعبيد والزاد، ولكنهم غدروا به فقتلوه هو وجميع الشايقية المقيمين بأرقو كمندوبين لجمع الضرائب، وخربوا ممتلكاتهم. وأصبح المماليك والشايقية في حرب مستمرة ذهب ضحيتها من الفريقين عدد كبير. وقد قرر المماليك الخروج بحملة كبيرة قاصدين مروي عاصمة الشايقية، وأثناء ما كانوا في الطريق إلى الجنوب، عبرت الجبال جماعة من الشايقية وانقضوا على مؤخرة المماليك، وقتلوا الأتباع القلائل الذين خلفوهم في أرقو والخندق، ونهبوا ما بقي من ثروتهم.

## مقاومة الغزو التركي

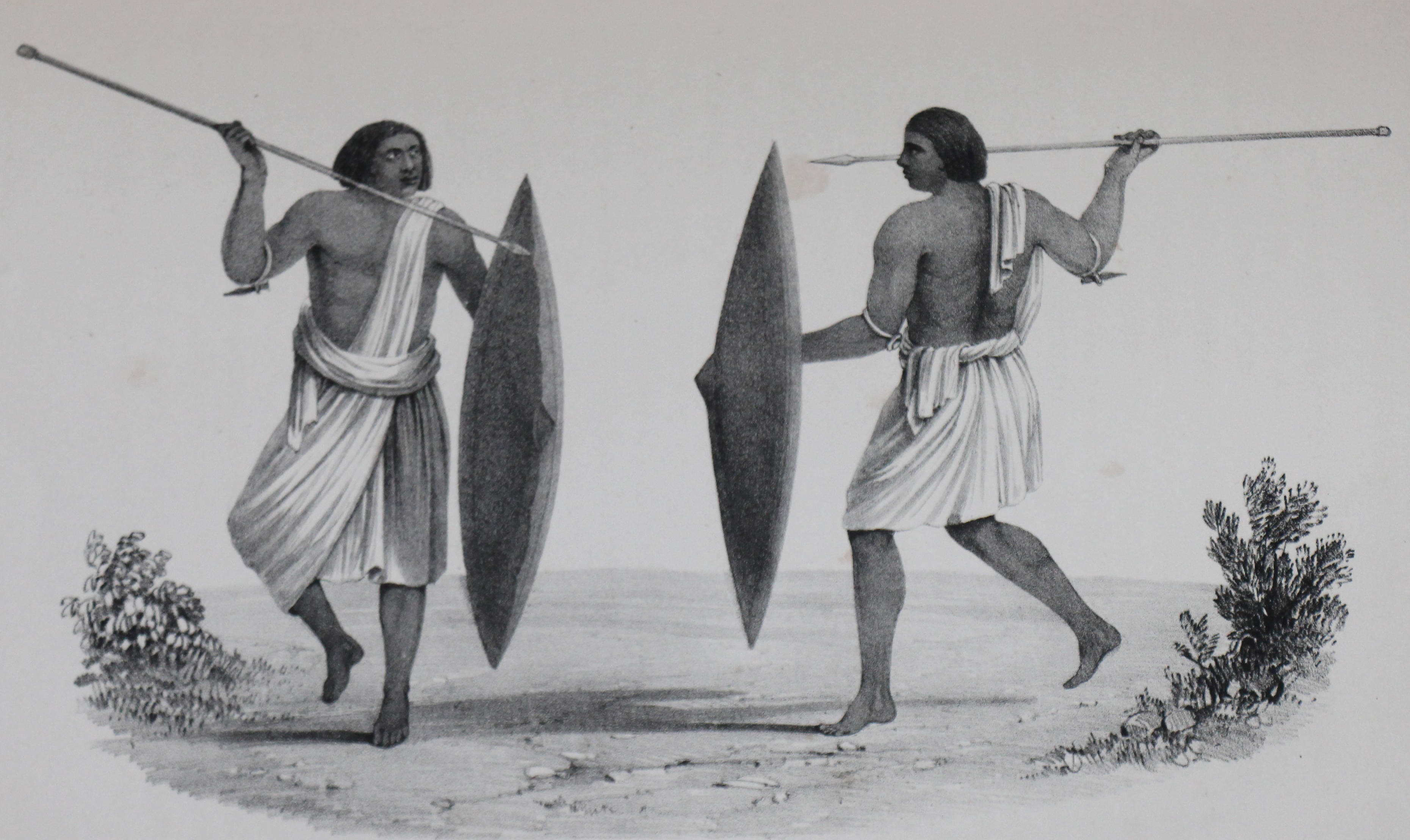
رجلان من قبيلة الشايقية بأسلحتهما، القرن التاسع عشر.

في أثناء وصول حملة محمد علي باشا للسودان بقيادة ابنه إسماعيل باشا لم تواجه الحملة أي مقاومة حتى وصلت إلى حدود مملكة الشايقية، حيث كانت أول مقاومة للغزو التركي منذ دخوله السودان، فحدثت في 4 نوفمبر معركة كورتي أول معركة بين الجيش الغازي والشايقية والتي هزم فيها الشايقية. وكانت من بين قوات الشايقية فتاة صغيرة تدعى مهيرة بت عبود بنت شيخ السواراب، وكانت على جمل مزين بالحلي الغنية، فكانت تلهب حماس الشايقية في معركة كورتي بأشعارها، وأعطت إشارة الهجوم للشايقية - وقد يكون هذا التقليد مستمد من المآثر للمحاربة عزلة في القرن السابع عشر والتي كانت تشتهر بمهاراتها القتالية -. وتم دحر الهجوم الجريء للشايقية بالأسلحة النارية، وكان الشايقية كانوا يستخدمون الرماح والسيوف، ولم يستخدم الجيش التركي مدفعيتهم في هذه المعركة حيث كانت المدافع لا تزال تنقل على النهر بواسطة القوارب. وكان ممن شارك بالمعركة الملك شاويش والملك صبير وعدة زعماء من القبيلة.
بعد المعركة وعد إسماعيل باشا جيشه مكافأة 50 قرش لكل من يقطع زوجاً من آذان العدو ويأتي بها إليه، وأدى هذا العمل الوحشي إلى الكثير من التشويه للمدنيين من الشايقية، حيث انتشروا في القرى وبدأوا بتقطيع آذان كل من يجدوه من الشايقية. ولم يستطع إسماعيل باشا السيطرة على قواته بعد ذلك، إلا أنه قد تمكن من إنقاذ 600 امرأة بلا أذنين من المزيد من الاعتداءات، حيث نقلهن إلى مكان آمن في جزيرة على النيل.
بعد هذه الهزيمة انسحب الشايقية عابرين النيل إلى جبل الضيقة وتحصنوا في القلعة الواقعة عليه - والتي لا تزال آثارها باقية - ولحقهم إسماعيل باشا، وبما أن الشايقية قد فقدوا العديد من فرسانهم في معركة كورتي فقد جندوا مشاة من الفلاحين، ومرة أخرى بدأوا الهجوم عليهم، ولكن تمكن إسماعيل باشا في هذه المرة من أن يحضر مدافعه، والتي قضت على قوات الشايقية. ومرة أخرى بدأت المذابح بعد النصر التركي. سار الملك جاويش بجيشه حتى وصل شندي والحلفايا، محاولا عقد حلف مع المك نمر (ملك الجعليين) والعبدلاب، ولكن باءت جهوده بالفشل.
بعد هذا الانتصار عبر إسماعيل باشا في 21 فبراير 1821م بالجزء الأكبر من قواته صحراء بيوضة، ووصل إلى البقير جنوب الدامر، وبعد عدة مفاوضات، قدم عدد قليل من المماليك وسمح لهم بالعودة إلى مصر، أما البقية الذين رفضوا القدوم هربوا وتعمقوا أكثر في البلاد ولا يعرف المزيد عنهم. أما بقية الزعماء المحليين الذين كانو صامدين ضد الغزو عقد معهم إسماعيل باشا شروطاً، وأما باقي الشايقية فقد جعلهم إسماعيل باشا ضمن قواته الخاصة ومن ضمنهم الملك شاويش ملك العدلاناب، وأما الجعليين فجعلهم إسماعيل باشا تحت المك نمر ملك شندي.

## صور

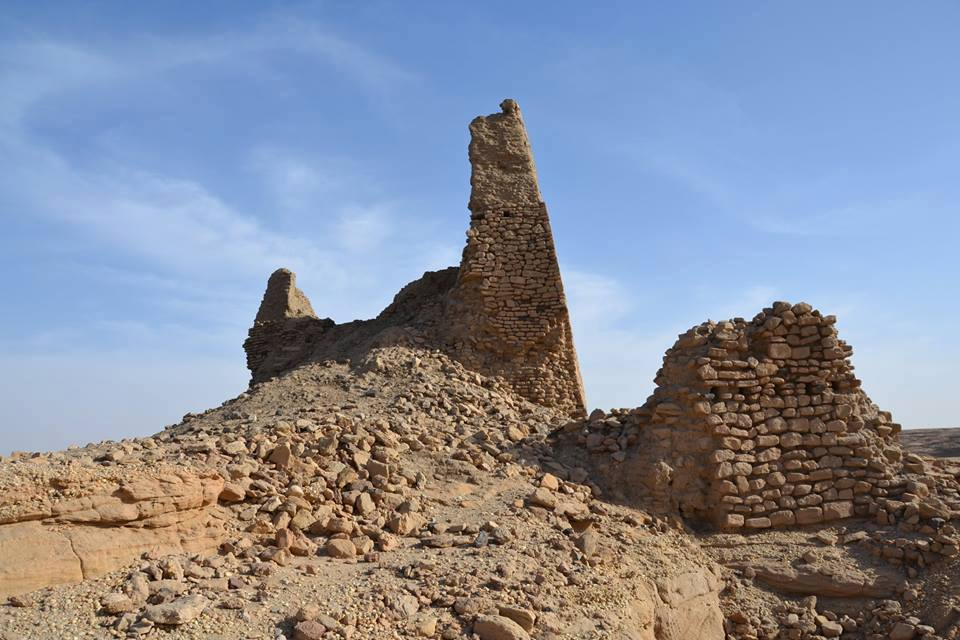
قلعة كجبي والتي استخدمها ملوك الشايقية قديما
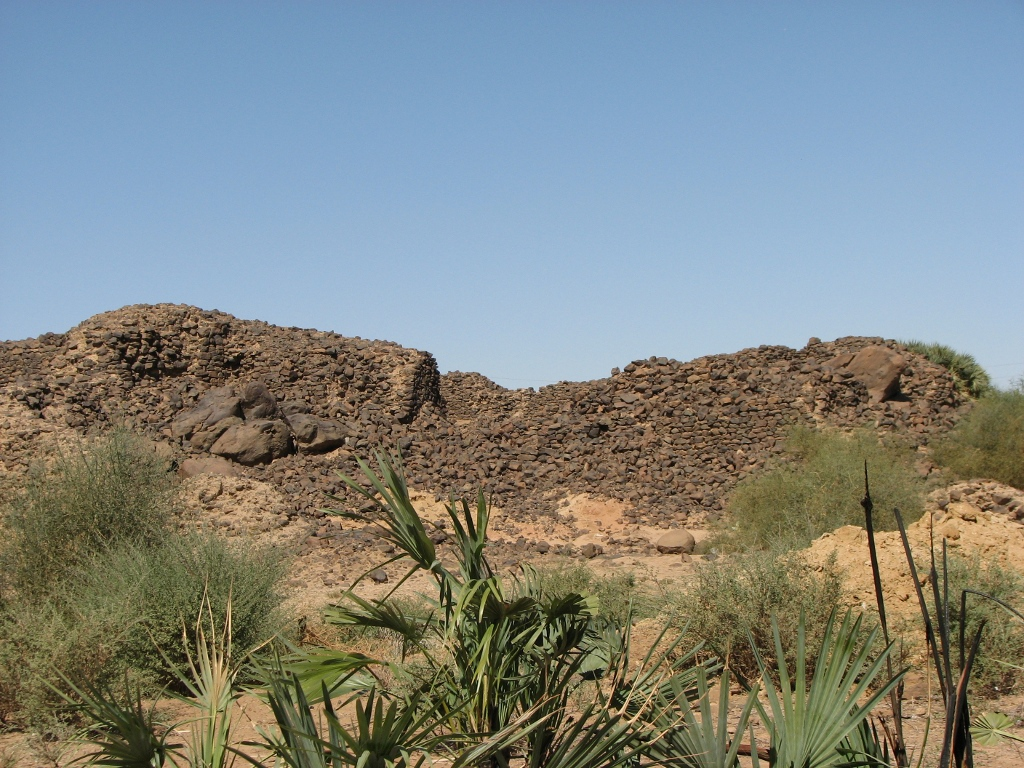
قلعة الضيقة التي احتمى بها الشايقية عند حربهم مع إسماعيل باشا